# Lahsene Bahbouh
Pour les articles homonymes, voir Bahbouh.
Lahsene Bahbouh, est un militant berbériste algérien de la première heure, né en 1946 en Kabylie, mort le 25 janvier 2015 à Alger. Il est l'un des détenus de l'affaire dite « poseurs de bombes ».

## Biographie

### Guerre d'Algérie
L'enfance de Lahsene Bahbouh est marquée par les effroyables horreurs de la Guerre d'Algérie, le jour du déclenchement de la guerre en novembre 1954, il avait à peine 8 ans. Fils d'un combattant de l'ALN, mort au combat en 1957. Après la mort de son père, sa mère décide de s'installer à Alger avec ses enfants; le jeune Lahsene, avait 11 ans quand il découvre la capitale algérienne quadrillée par les 10 000 parachutistes du général Massu, en pleine bataille d'Alger, l'un des épisodes le plus sanglants de la guerre d'Algérie.

### Après l'indépendance

#### Cause berbère
D’abord fonctionnaire dans un bureau de poste à Bir Mourad Raïs. Au milieu des années soixante, il découvre les différents courants idéologiques, berbéristes. En 1966, il entre en contact avec Mohand Arab Bessaoud ancien combattant de l'ALN, militant berbériste, exilé en France dès 1962 et fondateur l’Académie berbère à Paris, ils échangent plusieurs courriers durant plusieurs années dans le cadre de ses activités clandestines de militant de la cause berbère entre Alger et la Kabylie. Il crée, avec un groupe de militants, l’association Afus deg ufus (main dans la main) et milite aussi au sein de l’Organisation des forces berbères (OFB). Arrêté avec ses compagnons plusieurs fois par la Sécurité militaire (connue sous les initiales : « SM ») et torturés durant leur détention,.

##### Affaire dite «poseurs de bombes»
En réaction aux humiliations et aux tortures qu'ils ont subies dans les locaux de la Sécurité militaire, Lahsene Bahbouh décide avec ses compagnons: Mohamed Haroun, Hocine Cheradi, Ahcène et Ali Chérifi, Smaïl Medjeber, Ramdane Metref, Kaci Lounes, en janvier 1976, de poser des bombes à Alger, Oran et Constantine. Les consignes ont été données qu’aucun citoyen ne sera touché par les attentats. Les bombes ont été déposées juste pour faire du bruit pour alerter l’opinion publique sur les arrestations arbitraires des militants berbéristes torturés par la Sécurité militaire. Ils choisissent des cibles qui symbolisent les institutions de l'État comme les locaux de la télévision algérienne, la RTA, le bureau de l'unique journal du pays: El Moudjahid et le palais de justice. Le 3 janvier 1976, une bombe explose dans les locaux du journal El Moudjahid et une autre au tribunal militaire de Constantine; ces deux bombes sont posées respectivement par Hocine Cheradi et Mohamed Haroun. Une troisième bombe devait cibler le tribunal militaire d'Oran, mais le poseur, Smaïl Medjeber, est interpellé par la Sécurité militaire (SM) avant de pouvoir accomplir sa mission.
Les attentats ont causé des dégâts matériels sans faire de victimes,.

#### Réactions aux attentats
La réprobation est générale à travers les médias lourds, comme la télévision, la radio et le journal El Moujahid en désignant les auteurs comme agents du colonialisme et de Hizb França à la solde de la France.

#### Arrestation et condamnation
Lahsen Bahbouh et ses compagnons seront arrêtés peu après par la Sécurité militaire, tous torturés avant d'être jugés et Lahsene Bahbouh a subi plus que ses compagnons les affres de la torture.
Après leur jugement par le tribunal militaire de Blida, ils seront condamnés à des lourdes peines pour atteinte à la sûreté de l'État, dont 15 ans de prison pour Lahsene Bahbouh, il a purgé une partie de sa peine à la prison de Berrouaghia et de Lambèse. Il sera gracié au bout de 8 ans d'incarcération en 1984.

#### Décès
Après une longue maladie causée par les séquelles de la prison d'après ses proches, il a rendu l’âme à l'hôpital d'Alger, le 25 janvier 2015 et inhumé au cimetière d’Ouled Fayet.